# Petrofáni
Petrofáni (grec moderne : Πετροφάνι) est un village de Chypre de plus de 0 habitants.